# ابرلی
ابرلی (به انگلیسی: Abberley) یک روستا و محله مدنی در بریتانیا است که در Malvern Hills واقع شده‌است. ابرلی ۸۳۰ نفر جمعیت دارد.